# Yukiyoshi Aoki
Yukiyoshi Aoki (青木行義?, Aoki Yukiyoshi; 15 settembre 1934 – 19 aprile 1996) è stato un nuotatore giapponese.
Ha partecipato ai Giochi di Helsinki 1952 e di Melbourne 1956, gareggiando, in entrambi i tornei olimpici, nei 1500m sl.
Ai Giochi asiatici ha vinto 2 ori, entrambi nell'edizione del 1954.